# Cantache
Cantache – rzeka we Francji, przepływająca przez tereny departamentów Mayenne oraz Ille-et-Vilaine, o długości 35,4 km. Stanowi prawy dopływ rzeki Vilaine.